# Finien de Clonard
Pour les articles homonymes, voir Finan.
Finien ou Finnian de Clonard (Cluain-Iraird en gaélique) est un moine irlandais né vers 470 et mort en 549 ou 552 lors d'une épidémie de peste. Considéré comme saint, il est fêté le 12 décembre, sans doute le jour de sa mort. La question est débattue de savoir s'il s'agit du même personnage que le moine breton Winniau. Il est l'auteur d'un célèbre pénitentiel « irlandais ».

## Biographie
Converti au christianisme par les disciples de saint Patrick, en particulier l'évêque Fortchern de Trim, Finien se rendit au Pays de Galles pour y recevoir une formation à la vie monastique. Il côtoya saint David, Gildas le Sage et saint Cathmaël. Vers l'an 520, il rentra en Irlande où il fonda monastères et écoles, dont l'abbaye de Clonard. De ces institutions sortirent, entre autres, saint Kiaran le Jeune, saint Colomba (l'apôtre de l'Écosse), Brendan de Birr et Brendan de Clonfert. Il guérissait les âmes, et souvent aussi les corps de ceux qui s'adressaient à lui.
L'abbaye de Clonard servit de résidence à de nombreux évêques, puis devint en 1111 après le synode de Ráth Breasail, le siège du diocèse de Clonard, qui fit place en 1202 au diocèse de Meath avec pour siège Trim. 